# Port-Vila
Port-Vila (en anglais : Port Vila, /ˌpɔːt.ˈviː.lə/) est la capitale du Vanuatu et le chef-lieu de la province de Shéfa.
Elle est située sur la côte sud de l'île d'Éfaté et possède le plus grand port et le plus grand aéroport du pays, l'aéroport international Bauerfield, ce qui en fait le centre économique et commercial. Sa population était de 44 039 habitants au recensement de 2009.

## Histoire
La région est occupée par des populations mélanésiennes. En 1606, les premiers Européens arrivent sur l'archipel qui va devenir les Nouvelles-Hébrides (« Big Bay », île d'Espiritu Santo), menés par Pedro Fernandes de Queirós et Luis Váez de Torrès.

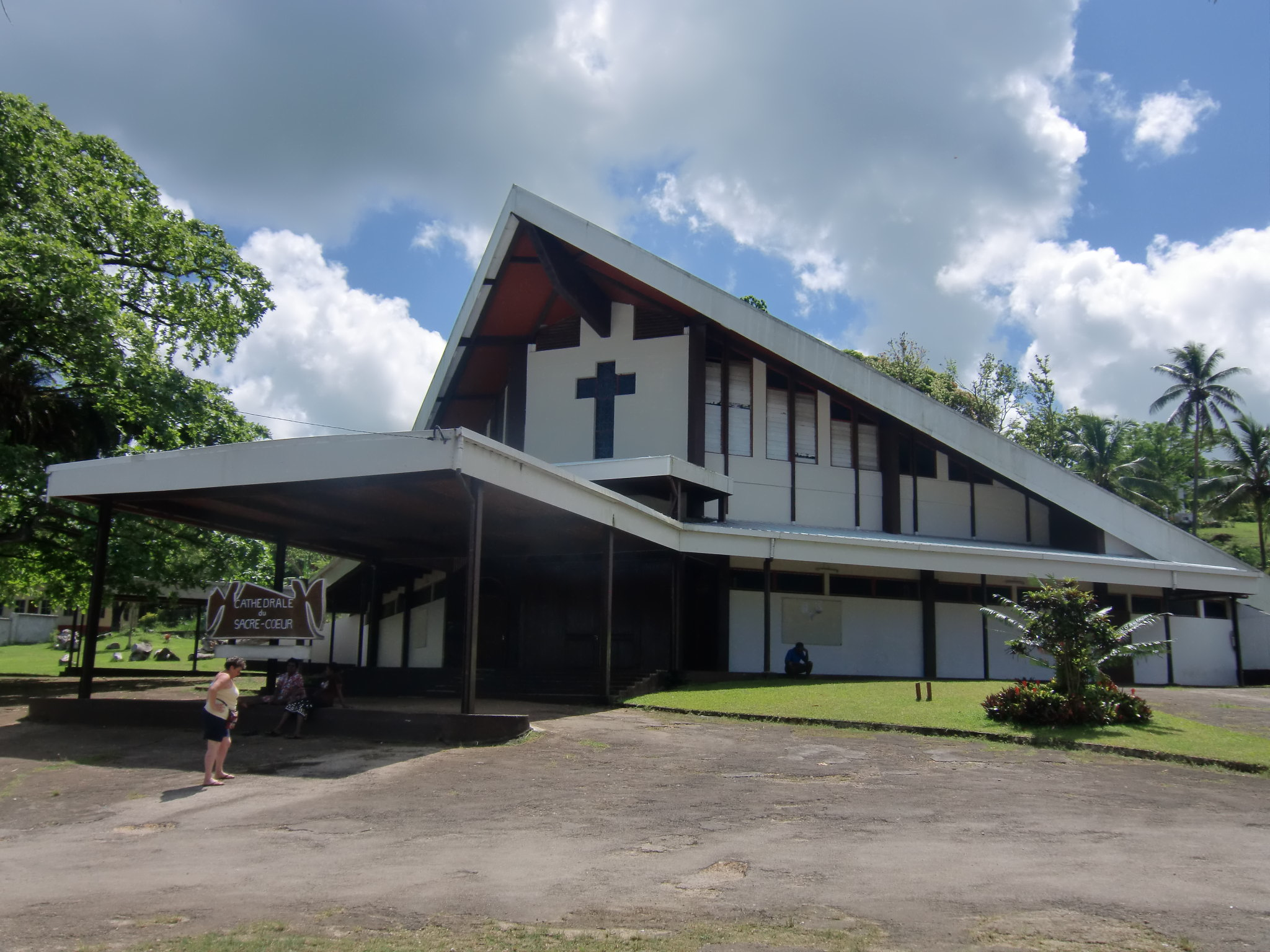
Cathédrale du Sacré-Cœur de Port-Vila.

Au XIXe siècle, des colons français fondent Franceville, éphémère municipalité indépendante en 1889 (le territoire est officieusement sous administration franco-britannique depuis 1887). De 1889 à 1890, la colonie, forte de 500 autochtones et d'environ 50 colons occidentaux, a vécu une forme d'autonomie, avec suffrage universel direct (réservé aux blancs). Le premier président fut R.D. Polk, un proche du président américain James K. Polk.
Au début du XXe siècle, Français et Anglais nomment des commissaires-résidents au Nouvelles-Hébrides ; leur résidence est édifiée à Vila. Le 20 octobre 1906, ils signent un protocole de convention permettant l'administration conjointe de l'archipel, ratifié en janvier 1907 et proclamé à Vila en décembre de la même année.
La concentration des services administratifs, commerciaux et navals à Port-Vila en fait la capitale de facto du condominium des Nouvelles-Hébrides.
En 1894, Efaté compte 119 Européens. En 1909, Port-Vila, ville blanche, abrite 400 personnes, uniquement européennes. En 1930, elle héberge 800 Européens et 200 Asiatiques (artisans chinois et japonais, et quelques travailleurs tonkinois, logés plutôt sur les plantations). La circulation diurne des Mélanésiens est très contrôlée.
Lors de la Seconde Guerre mondiale, l'aviso Chevreuil des Forces navales françaises libres, est envoyé aux Nouvelles-Hébrides et aux Îles Banks, par le commandant de la Marine dans le Pacifique, le capitaine de frégate Cabanier, pour des missions de visite et de maintien de l'ordre. Commandé par l'enseigne de vaisseau Fourlinnie, il fait un passage à Port-Vila entre le 10 et le 25 janvier 1942. Port-Vila devient une base militaire américaine importante du Pacifique.
La mélanisation de la ville s'accélère après guerre : 200 en 1955, 3 000 en 1965, soit déjà 70 % de la population urbaine.
À la fin de l'année 1959, la ville, qui compte alors 2500 habitants, est détruite à 60 % par un ouragan. En 1987, la ville est sérieusement endommagée par un cyclone tropical et connaît également des séismes destructeurs en janvier 2002, en août 2011 et en décembre 2024.

## Climat
Port-Vila possède un climat équatorial (Köppen: Af); se caracterisé par une saison relativement sèche entre juin et octobre et une saison humide entre novembre et mai. À cause de cette position dans les tropiques, il n'y a pas beaucoup de variation saisonnière dans les températures moyennes: de 22,0 ºC en août et 26,5 ºC en février. La ville est aussi soumise aux alizés de sud-est et par conséquent, les précipitations annuelles sont vraiment abondantes: 2 338,9 mm. Il y a en moyenne 153.7 jours pluvieux, et la ville  profite de 2135.3 heures d'ensoleillements.
| Mois                                            | jan.  | fév.  | mars  | avril | mai   | juin | jui.  | août  | sep. | oct.  | nov.  | déc.  | année   |
| ----------------------------------------------- | ----- | ----- | ----- | ----- | ----- | ---- | ----- | ----- | ---- | ----- | ----- | ----- | ------- |
| Température minimale moyenne (°C)               | 22,5  | 23    | 22,6  | 22    | 20,2  | 19,8 | 18,2  | 18    | 18,4 | 19,6  | 20,7  | 21,7  | 20,5    |
| Température moyenne (°C)                        | 26,4  | 26,5  | 26,3  | 25,3  | 24,1  | 23   | 22,1  | 22    | 22,7 | 23,4  | 24,6  | 25,7  | 24,3    |
| Température maximale moyenne (°C)               | 31,3  | 31,2  | 30,8  | 29,9  | 28,8  | 27,4 | 26,4  | 27    | 27,7 | 28,5  | 29,2  | 30,7  | 29,1    |
| Record de froid (°C)                            | 15,8  | 15    | 16,3  | 14,5  | 13,4  | 10   | 8,5   | 10    | 9,9  | 11    | 12,6  | 15,2  | 8,5     |
| Record de chaleur (°C)                          | 35    | 33,9  | 33,5  | 32,5  | 31,1  | 32   | 34,3  | 32    | 31,5 | 31,2  | 33    | 35,6  | 35,6    |
| Ensoleillement (h)                              | 220,1 | 155,4 | 198,4 | 165   | 170,5 | 162  | 148,8 | 167,4 | 174  | 198,4 | 180   | 195,3 | 2 135,3 |
| Précipitations (mm)                             | 316,1 | 273,7 | 320,9 | 255,2 | 210,3 | 180  | 94,4  | 87,4  | 87,3 | 134,1 | 192,3 | 187,2 | 2 338,9 |
| dont nombre de jours avec précipitations ≥ 1 mm | 15,4  | 16,6  | 18,5  | 17,1  | 12,9  | 11,3 | 10,3  | 9,8   | 8,1  | 8,4   | 12,1  | 13,2  | 153,7   |
| Humidité relative (%)                           | 84    | 85    | 86    | 87    | 85    | 85   | 83    | 82    | 80   | 81    | 82    | 83    | 84      |

## Éducation
La ville abrite un des sites de l'université du Pacifique Sud (site ni-vanuatu, au campus Emalus). Depuis avril 2013, l'Université Toulouse 1-Capitole y a délocalisé la licence Administration Economique et sociale (AES) avec l'appui de l'Agence universitaire de la Francophonie (AUF).
Pour l'enseignement secondaire francophone la ville compte le Lycée français J.M.G Le Clézio, le lycée Louis-Antoine de Bougainville et le lycée catholique Montmartre. On trouve aussi des lycées anglophones : l'école PVIS, le lycée de Malapoa, le lycée Central School.

## Langues
La langue parlée au quotidien est le bichelamar, un pidgin du Pacifique, mais l'anglais (85 % de la population le parle et le comprend), et le français (4 %) sont largement répandus. Les autres langues sont le vietnamien, parlé par environ 600 personnes, et le bahasa indonesia (indonésien) parlé par environ 200 personnes.

## Politique et administration
Les premières élections municipales, au suffrage universel, se tiennent le 16 août 1975, dans le cadre de l'autonomie politique de la colonie et de sa transition vers l'indépendance. La liste de l'Union des communautés des Nouvelles-Hébrides (future composante de l'Union des partis modérés), francophone, remporte dix-huit des vingt-trois sièges au conseil municipal face au Parti national des Nouvelles-Hébrides (anglophone). Rémy Delaveuve devient ainsi le premier maire de la ville,.
La maire de Port-Vila est Jenny Tasale Regenvanu, du Parti terre et justice (centre-droit), élu en août 2024 et devenant la première femme à occuper cette fonction, avec pour adjointe Marie-Louise Milne de la Confédération des Verts Vanuatu (gauche).

## Centres d'intérêt
- Le Centre culturel de Vanuatu, l'institution culturelle nationale du pays qui œuvre « à l'enregistrement et à la promotion des diverses cultures du Vanuatu [...] [et qui] joue le rôle d'organisme national de préservation, de protection et de promotion des différents aspects de la culture de l'archipel ». Il héberge le Musée national de Vanuatu qui propose des expositions relatives à la culture et à l’histoire de ce groupe d’îles du Pacifique Sud et la Bibliothèque nationale du Vanuatu qui est, à la fois une bibliothèque patrimoniale possédant des documents rares et précieux, et une bibliothèque de prêt.
- capitale cosmopolite,
- à taille humaine (moins de 70 000 habitants, faubourgs compris),
- mixte de cultures mélanésienne, européenne, asiatique,
- centre financier (offshore),
- aéroport international principal, bonnes dessertes inter-îles,
- large offre en hôtellerie, restauration, distraction,
- centre commercial, shopping, boutiques des deux côtés de Lini Highway,
- marché,
- centre culturel (face au Parlement),
- fondation Michoutouchkine et Pilioko,
- îlot Irikiri,
- tour de l'île, en presque 150 km,
- plage, palmes-masque-tuba,
- centre sportif,
- centre d'affaires,
- Lycées, Université du Pacifique, AULF

## Citation
« Le charme de la capitale, Port-Vila […], sans doute la ville la plus originale de toute l'Océanie, résume en tout cas assez bien la diversité culturelle de l'archipel et l'apport des multiples contacts qui se sont réalisés sur ses rivages (article « Vanuatu : La politique et le feu des volcans » in Atlas des îles et États du Pacifique Sud, de Benoît Antheaume et Joël Bonnemaison, GIP Reclus/Publisud, Montpellier 1988). »

### Filmographie
Dieu est américain, titre d'un film documentaire (2007, 52 min), de Richard Martin-Jordan, sur le culte de John Frum à Tanna.